# エンダ・スティーヴンス
エンダ・スティーヴンス（Enda Stevens、1990年7月9日 - ）は、アイルランド共和国ダブリン出身のプロサッカー選手。ストーク・シティFC所属。ポジションはDF。

## 経歴

### 初期
出身地ダブリンのクラブでプロキャリアをスタート。2010シーズンより加入したシャムロック・ローヴァーズFCではリーグ・オブ・アイルランド連覇を達成した。

### アストン・ヴィラ
2011年8月31日、アストン・ヴィラFCは2012年1月よりスティーヴンスが加入することで合意に達したと発表。2012年1月3日に正式に加入した。
しかしレギュラー争いに苦しみ、加入から丸一年以上たった2012年11月3日のサンダーランドAFC戦でようやくプレミアリーグデビューを果たした。その後も出番はほとんど得られず、下位リーグのクラブへのレンタル移籍を繰り返した。

### ポーツマス
2015年6月15日、出場機会を求めフットボールリーグ2のポーツマスFCに移籍。加入後すぐにレギュラーに定着すると、チームのディフェンス強化に貢献。翌2016-17シーズンにはリーグ優勝とリーグ1昇格を果たし、自身もリーグ2の年間ベストイレブンに選ばれた。

### シェフィールド・ユナイテッド
2017年5月23日、チャンピオンシップのシェフィールド・ユナイテッドFCに移籍。

### ストーク・シティ
2023年7月5日、ストーク・シティFCに移籍した。

## 所属クラブ
プロ
- ユニバーシティ・カレッジ・ダブリンAFC 2008
- セント・パトリックス・アスレティックFC 2009
- シャムロック・ローヴァーズFC 2010-2011
- アストン・ヴィラFC 2012-2015

→ ノッツ・カウンティFC 2013 (loan)
→ ドンカスター・ローヴァーズFC 2013-2014 (loan)
→ ノーサンプトン・タウンFC 2014 (loan)
→ ドンカスター・ローヴァーズFC 2014-2015 (loan)
- ポーツマスFC 2015-2017
- シェフィールド・ユナイテッドFC 2017-2023
- ストーク・シティFC 2023-

## タイトル

### クラブ
シャムロック
- リーグ・オブ・アイルランド: 2010, 2011

ポーツマス
- フットボールリーグ2: 2016-17

### 個人
- フットボールリーグ2年間ベストイレブン: 2016-17